# Oktiabrski (raïon de Vanino)
Oktiabrski  (en russe : Октя́брьский) est une commune urbaine du raïon de Vanino du kraï de Khabarovsk, en Russie. Elle est le centre administratif de l'établissement urbain de Oktiabrski , et se trouve en Extrême-Orient russe. Sa population s'élevait à 6 037 habitants en 2023.    

## Géographie
La commune urbaine de Oktiabrski  se situe en Extrême-Orient russe, dans le kraï de Khabarovsk, dans le district fédéral d'Extrême-Orient. La localité se trouve dans le raïon de Vanino, une des raïons du kraï, et fait partie de l'établissement urbain de Oktiabrski , une municipalité du raïon, dont il est le chef-lieu,,.
Oktiabrski , comme tout le kraï de Khabarovsk, est située dans le fuseau horaire MSK+7 (heure de Vladivostok). Le décalage horaire appliqué par rapport au temps universel coordonné est +10:00.

## Démographie
Recensements (*) et estimations de la population:
| 2002* | 2010* | 2021* | 2023  | - |
| ----- | ----- | ----- | ----- | - |
| 6 524 | 6 240 | 6 129 | 6 037 | - |